# Sam Witwer
Pour les articles homonymes, voir Wittwer.
 (octobre 2019).
Si vous disposez d'ouvrages ou d'articles de référence ou si vous connaissez des sites web de qualité traitant du thème abordé ici, merci de compléter l'article en donnant les références utiles à sa vérifiabilité et en les liant à la section « Notes et références ».
Samuel Weiler Witwer IV est un acteur américain, né le 20 octobre 1977 à Glenview, dans l'État de l'Illinois.

## Biographie
Sam a grandi à Glenview en Illinois, à l'extérieur de Chicago. Il étudie à la Glenbrook South High School, où il participe à un cours d'art dramatique et de théâtre. Il est également le chanteur principal d'un groupe au lycée. Il continue son apprentissage au Juilliard School.

## Carrière
Il commence sa carrière en 2001 dans les séries Urgences, Arliss, JAG et Murder in Small Town X.
En 2002 et 2003, il est présent dans Dark Angel, Spy Girls, Angel (la série dérivée de Buffy contre les vampires), ou encore Star Trek : Enterprise.
En 2004, après des apparitions dans NCIS : Enquêtes spéciales, Dragnet et Cold Case : Affaires classées, il décroche un rôle dans la série très populaire Battlestar Galactica.
En 2006, il joue dans un épisode de Bones et trois épisodes de Dexter et tient un rôle de figuration dans Hyper Tension de Mark Neveldine et Brian Taylor.
L'année suivante, il a un rôle plus important au cinéma dans The Mist de Frank Darabont et il est présent dans les séries Shark, Philadelphia et Les Experts, il reprendra son rôle lors d'un autre épisode l'année d'après.
En 2008, il prête sa voix et son visage au personnage de Galen « Starkiller » Marek dans l'ambitieux jeu vidéo Star Wars : Le Pouvoir de la Force (Star Wars: The Force Unleashed).
De 2008 à 2009, il obtient le rôle récurrent de Davis Bloome dans la saison 8 de Smallville. Il joue également dans le film Pathology de Marc Schölermann.
Après avoir tenu le rôle du Fils en 2011, il prête, de 2012 à 2013, sa voix à l'ancien apprenti Sith Dark Maul dans la série d'animation Star Wars : The Clone Wars, rôle tenu en 1999 par Peter Serafinowicz dans le film La Menace fantôme.  À partir de 2011 et jusqu'en 2014, il tient un des rôles principaux de la série Being Human (US).
Après la fin de Being Human (US), il tourne dans un épisode de Grimm. En 2015, il reprend brièvement le rôle de l'Empereur Palpatine dans le pilote de la série d'animation Star Wars Rebels, mais ses lignes sont réenregistrées par Ian McDiarmid courant 2019. Malgré tout, Witwer continue de prêter sa voix à Maul dans les saisons 2 et 3 diffusées en 2016 et 2017,.
En 2016, il joue le rôle Mr Hyde dans les saisons 5 et 6 de la série télévisée Once Upon a Time.
En 2018, il renoue avec l'univers de DC Comics en incarnant Benjamin Lockwood / Agent Liberty (en), un des antagonistes principaux de la quatrième saison de la série télévisée Supergirl, soit dix ans après son rôle dans Smallville. Il reste présent dans la série jusqu'en 2020. Cette même année, il prête une troisième fois sa voix à Dark Maul dans le film Solo : A Star Wars Story de Ron Howard.
En 2020, il reprend le rôle de Dark Maul dans la septième saison de la série The Clone Wars diffusée six ans après l'arrêt de la série.
En 2022, il reprend le rôle de Dark Maul et de l'Empereur Palpatine dans le jeu vidéo Lego Star Wars: The Skywalker Saga.

## Filmographie

### Cinéma

#### Longs métrages
- 2006 : Hyper Tension (Crank) de Mark Neveldine et Brian Taylor : Un homme
- 2007 : The Mist de Frank Darabont : Soldat Jessup
- 2008 : Pathology de Marc Schölermann : Un homme à la fête
- 2009 : Ultimate Game de Mark Neveldine et Brian Taylor : L'assistant social
- 2011 : The Return of Joe Rich de Sam Auster : Joe Neiderman
- 2013 : No God, No Master de Terry Green : Eugenio Ravarini
- 2016 : Officer Downe de Shawn Crahan : Burnham
- 2018 : Solo : A Star Wars Story de Ron Howard : Dark Maul (voix)

#### Court métrage
- 2007 : Girl Camp de G. Lewis Heslet : Un homme

### Télévision

#### Séries télévisées
- 2001 : Urgences (ER) : Tommy
- 2001 : Arliss (Arli$$) : Un homme
- 2001 : Murder in Small Town X
- 2001 / 2003 : JAG : Beasley / Un opérateur du sonar
- 2002 : Spy Girls : Jason
- 2002 : Dark Angel : Marrow (saison 2, episode 14)
- 2003 : Star Trek : Enterprise (Enterprise) : Un homme
- 2003 : Angel : John Stoler
- 2003 : The Lyon's Den : Bryce Cherot / Chuck Porter
- 2004 : NCIS : Enquêtes spéciales (NCIS) : Sergent Rafael
- 2004 : Dragnet (L.A. Dragnet) : Stephen Baylor
- 2004 : Cold Case : Affaires classées (Cold Case) : James Creighton
- 2004 : Star Trek : New Voyages : Un gardien (voix)
- 2004 - 2005 : Battlestar Galactica : Alex "Crashdown" Quartararo
- 2006 : Dexter : Neil Perry
- 2006 : Bones : Michael Downs
- 2007 : Shark : Richard Lee Franco
- 2007 : Philadelphia (It's Always Sunny in Philadelphia) : Un homme à la salle de musculation
- 2007 - 2008 : Les Experts (CSI : Crime Scene Investigation) : Officier Casella
- 2008 - 2009 : Smallville - Davis Bloome / Doomsday
- 2011 - 2013 / 2020 : Star Wars : The Clone Wars : Dark Maul / Le Fils (voix)
- 2011 - 2014 : Being Human : Aidan Waite
- 2014 : Grimm : Max
- 2014 - 2018 : Star Wars Rebels : Empereur Palpatine / Dark Maul (voix)
- 2015 : Stalker : Jamie Toliver
- 2015 : Rosewood : Heath Casablanca
- 2015 : Rebels Recon : Darth Sidious
- 2016 : Once Upon a Time : Mr Hyde
- 2017 : Philip K. Dick's Electric Dreams : Chris
- 2018 - 2020 : Supergirl : Benjamin Lockwood / Agent Liberty / Brainac-5
- 2018 / 2020 : Star Wars Resistance : Hugh Sion
- 2019 : Riverdale : Rupert Chipping
- 2020 : Star Wars : Jedi Temple Challenge : Dark Side (voix)

#### Téléfilm
- 2010 : The Quinn-tuplets de Mimi Leder : Pat Quinn

### Jeux vidéo
- 2008 : Star Wars : Le Pouvoir de la Force : Galen « Starkiller » Marek et l'Empereur Palpatine
- 2010 : Star Wars : Le Pouvoir de la Force II : Galen  « Starkiller » Marek et l'Empereur Palpatine
- 2015 : Star Wars Battlefront : l'Empereur Palpatine
- 2015 : Disney Infinity : l'Empereur Palpatine et Dark Maul
- 2016 : Lego Star Wars : Le Réveil de la Force : l'Empereur Palpatine
- 2017 : Star Wars Battlefront II: l'Empereur Palpatine et Dark Maul
- 2019 : Days Gone : Deacon St. John
- 2022 : Lego Star Wars: The Skywalker Saga : l'Empereur Palpatine et Dark Maul
- 2022 :  The Callisto Protocol : Capitaine Ferris
- 2023 : Horizon Forbidden West : Walter Londra

## Voix francophones
En version française, Thomas Roditi est la voix la plus régulière de Sam Witwer, le doublant dans Smallville, Being Human, Rosewood, Supergirl et Riverdale.
Il est également doublé à deux reprises par Didier Cherbuy dans NCIS : Enquêtes spéciales et Shark, ainsi qu'à titre exceptionnel par Frédéric Gorny dans The Mist, Rémi Bichet dans Grimm, Philip K. Dick's Electric Dreams et Philippe Valmont dans Once Upon a Time.